# Akelarre (álbum de Lola Índigo)
Akelarre é o álbum de estreia da cantora e bailarina espanhola Lola Índigo. O álbum foi lançado em 17 de maio de 2019 através da Universal Music, em sua subdivisão na Espanha. "Akelarre" contém colaborações musicais com Mala Rodríguez, Nabález, entre outros. O design gráfico foi feito por Luis Valverde e a fotografia por Victoria Gómez. O álbum foi produzido por Yera, J Blunt, Bruno Valverde, Red Mojo, dentre outros.

## Antecedentes
Após a sua eliminação na nona temporada do programa de televisão Operación Triunfo em 6 novembro de 2017, o futuro do Índigo (naquela época conhecidacomo Mimi) era incerto, pois ela acreditava que teria as mesmas perspectivas de carreira que os concorrentes anteriores da série. Em junho de 2018, ela anunciou sua mudança de nome artístico para Lola Índigo. Em 20 de julho de 2018, o primeiro single da cantora, "Ya No Quiero Ná", foi lançado para plataformas digitais, estreando em número três na parada espanhola de singles. Após ser nomeado "o melhor single de um ex-concorrente do Operación Triunfo de 2017", a Universal Music Espanha ampliou seu contrato de gravação para lançar um álbum de estúdio em 2019.
Depois do segundo single da artista, "Mujer Bruja", em colaboração com a rapper espanhola Mala Rodríguez, o tema da bruxaria começou a ser amplamente utilizado pela cantora em seus perfis nas mídias sociais. Índigo revelou o nome do álbum durante sua aparição no programa de canto La Mejor Canción Jamás Cantada em 15 de março de 2019. Ela disse que seria lançado na primavera, muito provavelmente no final do mês de abril. Em 30 de abril, a cantora anunciou a capa, a tracklist e a data de lançamento de seu primeiro álbum em suas redes sociais.

## Singles
Índigo anunciou o lançamento de seu primeiro single em 2 de julho de 2018, dezoito dias antes de seu lançamento em plataformas musicais. Elogiado pela crítica e pelo público, "Ya No Quiero Ná" foi promovido por aparições em festivais como o Coca-Cola Music Experience, assim como nos programas de televisão Operación Triunfo e Viva la Vida. A canção estreou em terceiro lugar na lista de vendas espanhola, sendo esta sua posição mais alta.
No final de outubro de 2018, a granadina anunciou que cantaria a canção inédita "Mujer Bruja" em sua turnê Índigo Tour, que começaria em novembro do mesmo ano em Granada e se estenderia por várias cidades espanholas durante o resto do ano e no início do próximo. Promovido em programas de TV como Fama, ¡a bailar!, o single conseguiu ficar em sexto lugar nas paradas de vendas, além de ser certificado como platina na Espanha. Através de suas respectivas redes sociais, Lola Índigo anunciou em abril de 2019 que o terceiro single, "Maldición", em colaboração com o rapper colombiano Lalo Ebratt, seria lançado em 26 de abril do mesmo ano. Ela informou que este seria o último single antes do lançamento do álbum completo. Após 10 semanas de charting, ele conseguiu ser certificado como ouro depois de vender mais de 20.000 cópias.

### Promocionais
Após deixar a academia do Operación Triunfo em 2018, ela retornou como uma das cantoras mais influentes no cenário musical espanhol para ser a mentora dos concorrentes da nona edição do Fama, ¡a bailar!. Ela voltou como tal e, além disso, com uma música-tema para a nova temporada do concurso, "Fuerte". Lançado em 22 de janeiro de 2019, "Fuerte" foi o primeiro single do álbum de compilação do programa, bem como o primeiro single promocional de Akelarre. A canção ficou entre as 50 mais vendidas na Espanha na semana de seu lançamento. "Fuerte" foi promovida em talk shows como Late Motiv ou La Resistencia, do Movistar +, assim como no programa do qual é o tema principal.
No terceiro dia de abril de 2019, a cantora anunciou através de suas redes sociais "El Humo", o tema principal da trilha sonora do filme Lo Dejo Cuando Quiera, da empresa italiana Mediaset. O tema foi lançado sete dias após seu anúncio, assim como seu videoclipe. Este último teve a participação dos concorrentes do Fama, ¡a bailar! 2019 e foi estreado ao vivo na final do Gran Hermano Duo.

## Desempenho comercial
"Akelarre" foi lançado em download digital e streaming, assim como um CD, em 17 de maio de 2019. O álbum estreou no topo da tabela de álbuns da PROMUSICAE e contém mais de 100 milhões de streams em Spotify. Devido a sua alta demanda comercial, o álbum foi lançado em formato de vinil em 6 de setembro de 2019.

## Turnê
"Akelarre Tour" é a segunda turnê da cantora e bailarina espanhola Lola Índigo, em apoio ao seu álbum de estreia, "Akelarre" (2019), lançado no dia 17 de maio de 2019. A turnê iniciou-se em Sevilha, na Espanha, no dia 4 de maio de 2019.
Este repertório é representativo do show do dia 8 de agosto de 2020, em Castelló de la Plana. Ele não representa todos os shows da turnê.
1. "4 Besos"
2. "Mala Cara"
3. "Lola Bunny"
4. "Trendy"
5. "Malo" (cover de Bebe)
6. "Amor Veneno"
7. "Fuerte"
8. "Inocente"
9. "Subliminal"
10. "Game Over"
11. "Mujer Bruja"
12. "Maldición"
13. "No Se Toca"
14. "Ya No Quiero Ná"

### Datas
| Data                             | Cidade                  | País      | Local                                      |
| -------------------------------- | ----------------------- | --------- | ------------------------------------------ |
| Parte 1                          |                         |           |                                            |
| Europa                           |                         |           |                                            |
| 4 de maio de 2019                | Sevilha                 | Espanha   | Auditorio FIBES                            |
| 10 de maio de 2019               | Granada                 | Espanha   | Palacio de Congresos de Granada            |
| 11 de maio de 2019               | Alcobendas              | Espanha   | Recinto Ferial Parque Andalucía            |
| 8 de junho de 2019               | Badajoz                 | Espanha   | Escenario Alcazaba                         |
| 21 de junho de 2019              | Alicante                | Espanha   | Passeig de Gómiz                           |
| 28 de junho de 2019              | Barcelona               | Espanha   | Poble Espanyol                             |
| 29 de junho de 2019              | Cortes                  | Espanha   | Espacio Holika                             |
| 2 de julho de 2019               | Teruel                  | Espanha   | Exterior del Palacio de Congresos          |
| 12 de julho de 2018              | Fuenlabrada             | Espanha   | Centro Comercial Plaza Loranca             |
| 13 de julho de 2018              | Baracaldo               | Espanha   | Herriko Plaza                              |
| 15 de julho de 2018              | Cidade Real             | Espanha   | Explanada Auditorio La Granja              |
| 16 de julho de 2018              | Badajoz                 | Espanha   | Auditorio del Recinto Ferial               |
| 19 de julho de 2018              | Gandía                  | Espanha   | Puerto de Gandía                           |
| 21 de julho de 2018              | Santander               | Espanha   | Campos del Malecón                         |
| 22 de julho de 2018              | Valencia                | Espanha   | Plaza del Ayuntamiento                     |
| 25 de julho de 2018              | Barbate                 | Espanha   | Puerto de Barbate                          |
| 26 de julho de 2018              | Villanueva de la Serena | Espanha   | Anexo Estadio Villanovense                 |
| 27 de julho de 2018              | Castelldefels           | Espanha   | Platja de Castelldefels                    |
| 28 de julho de 2018              | Tossa de Mar            | Espanha   | Avenida de Catalunya                       |
| 30 de julho de 2018              | Zarautz                 | Espanha   | Malecón de Zarautz                         |
| 3 de agosto de 2019              | Burriana                | Espanha   | Playa del Arenal                           |
| 4 de agosto de 2018              | Vall de Uxó             | Espanha   | Estadio Municipal José Mangriñán           |
| 12 de agosto de 2018             | Gijón                   | Espanha   | Playa de Poniente                          |
| 13 de agosto de 2018             | San Sebastián           | Espanha   | Explanada de Sagüés                        |
| 18 de agosto de 2018             | Pontevedra              | Espanha   | Plaza de España                            |
| 23 de agosto de 2018             | Antequera               | Espanha   | Caseta Municipal                           |
| 7 de setembro de 2019            | Alcalá de Henares       | Espanha   | Palacio Arzobispal                         |
| 14 de setembro de 2019           | Madrid                  | Espanha   | Recinto Mad Cool-Valdebebas                |
| 15 de setembro de 2019           | Yecla                   | Espanha   | Real de la Feria de Yecla                  |
| 20 de setembro de 2019           | Vilanova i la Geltrú    | Espanha   | La Daurada Beach Club                      |
| 27 de setembro de 2019           | Torrijos                | Espanha   | Recinto Ferial Maesa                       |
| América do Sul                   |                         |           |                                            |
| 28 de setembro de 2019           | Córdova                 | Argentina | Teatro La Axerquia                         |
| Europa                           |                         |           |                                            |
| 3 de outubro de 2019             | Sória                   | Espanha   | Plaza Mayor de Soria                       |
| 4 de outubro de 2019             | Madrid                  | Espanha   | IFEMA Feria de Madrid                      |
| 11 de outubro de 2019            | Oropesa                 | Espanha   | Recinto Multiusos                          |
| 12 de outubro de 2019            | Saragoça                | Espanha   | Plaza del Pilar                            |
| 18 de outubro de 2019            | Marbella                | Espanha   | Caseta Municipal de San Pedro de Alcántara |
| América do Sul                   |                         |           |                                            |
| 24 de outubro de 2019            | Quito                   | Equador   | Agora Casa de la Cultura                   |
| 26 de outubro de 2019            | Guaiaquil               | Equador   | Coliseo Voltaire Paladines                 |
| 2 de novembro de 2019            | Bogotá                  | Colômbia  | Astrobar                                   |
| Europa                           |                         |           |                                            |
| 30 de novembro de 2019           | Girona                  | Espanha   | La Mirona                                  |
| Parte 2                          |                         |           |                                            |
| Europa                           |                         |           |                                            |
| 8 de agosto de 2020              | Castelló de la Plana    | Espanha   | Real Club Náutico de Castellón             |
| 10 de agosto de 2020             | Marbella                | Espanha   | Cantera de Nagüeles                        |
| 15 de agosto de 2020             | Roses                   | Espanha   | Ciudadela de Rosas                         |
| 28 de agosto de 2020             | Avilés                  | Espanha   | Centro Niemeyer                            |
| 29 de agosto de 2020             | Pamplona                | Espanha   | Navarra Arena                              |
| Parte 3                          |                         |           |                                            |
| 25 – 27 de março de 2021         | Jerez de la Frontera    | Espanha   | Circuito Permanente de Jerez               |
| 22 de maio de 2021               | Múrcia                  | Espanha   | Plaza de Toros                             |
| 17 – 19 de junho de 2021         | Santiago de Compostela  | Espanha   | Monte do Gozo                              |
| 24 de junho de 2021              | Calafell                | Espanha   | Parking Pavelló Joan Ortoll                |
| 26 de junho de 2021              | Valladolid              | Espanha   | Antigua Hípica Militar                     |
| 30 de junho – 3 de julho de 2021 | Vélez-Málaga            | Espanha   | Playa de Poniente                          |
| 10 de julho de 2021              | Barcelona               | Espanha   | Poble Espanyol                             |
| 17 de julho de 2021              | Madrid                  | Espanha   | WiZink Center                              |
| 22 – 24 de julho de 2021         | Llanera                 | Espanha   | Recinto Ferial                             |
| 29 de julho de 2021              | Porto de Santa Maria    | Espanha   | Polideportivo Municipal                    |
| 17 – 18 de outubro de 2021       | San Sebastián           | Espanha   | Hipódromo de San Sebastián                 |
| 8 – 11 de outubro de 2021        | Cáceres                 | Espanha   | Recinto Hípico                             |

### Showscancelados
| Data                     | Cidade   | País    | Motivo(s)            |
| Europa                   | Europa   | Europa  | Europa               |
| ------------------------ | -------- | ------- | -------------------- |
| 10 de junho de 2019      | Marbella | Espanha | Lesão delicada       |
| 3 de abril de 2020       | Madrid   | Espanha | Pandemia de COVID-19 |
| 10 – 11 de abril de 2020 | Alicante | Espanha | Pandemia de COVID-19 |
| 9 – 10 de maio de 2020   | Almería  | Espanha | Pandemia de COVID-19 |
| 6 de junho de 2020       | Granada  | Espanha | Pandemia de COVID-19 |

## Lista de faixas
| Lista de faixas de Akelarre |                                                     |         |  |
| N.º                         | Título                                              | Duração |  |
| 1.                          | "Mujer bruja" (com Mala Rodríguez)                  | 3:22    |  |
| 2.                          | "Maldición" (com Lalo Ebratt)                       | 3:08    |  |
| 3.                          | "Inocente" (com the Rudeboyz)                       | 2:57    |  |
| 4.                          | "Subliminal" (com Maikel Delcalle and the Rudeboyz) | 2:58    |  |
| 5.                          | "Fuerte"                                            | 3:03    |  |
| 6.                          | "El Humo" (do filme Lo Dejo Cuando Quiera)          | 2:46    |  |
| 7.                          | "No se toca"                                        | 2:32    |  |
| 8.                          | "Amor veneno" (com Nabález)                         | 3:23    |  |
| 9.                          | "Ya no quiero ná"                                   | 3:12    |  |
| 10.                         | "Game Over"                                         | 3:15    |  |
| Duração total:              | Duração total:                                      | 30:36   |  |

## Desempenho nas tabelas musicais

### Paradas semanais
| Tabela Musical (2015) | Melhor posição |
| --------------------- | -------------- |
| Espanha (PROMUSICAE)  | 1              |

## Histórico de lançamento
| País    | Data                  | Formato(s)                    | Gravadora |
| ------- | --------------------- | ----------------------------- | --------- |
| Mundo   | 17 de maio de 2019    | CD Download digital streaming | Universal |
| Espanha | 6 de setembro de 2019 | Vinil                         | Universal |